# Artículo (publicación)

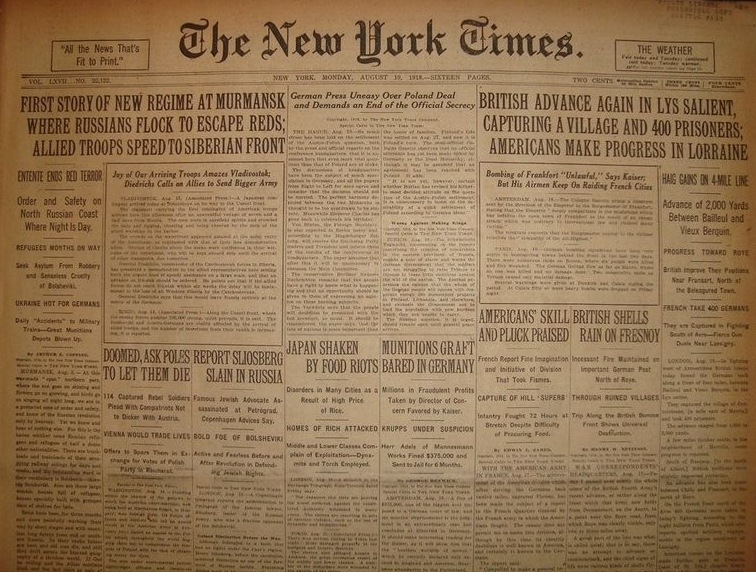
Dominio público

Un artículo es un texto que presenta la postura personal de un periodista, de un analista o de un pensador (incluso de un determinado grupo de autores), respecto a un determinado acontecimiento, problema, asunto actual, de interés general o histórico. Mediante estos textos se pretende muchas veces influir en la opinión de la gente
En el artículo generalmente se parte del inicio del planteamiento de un problema o situación problemática, o sea, de opiniones encontradas u opuestas. Quien escribe un artículo no solamente analiza los hechos, sino que al interpretarlos y dar su opinión, argumenta a favor o en contra de ellos. Todos estos factores hacen del artículo un texto básicamente argumentativo, ya que expone la opinión del autor.
Por extensión, también se llama articulistas a quienes escriben en revistas científicas o de otro tipo, defendiendo sus enfoques o posturas personales.
Así mismo, las enciclopedias también cuentan con articulistas, que usan sus conocimientos para abarcar todo el significado de una palabra o un concepto como son los artículos enciclopédicos o apartados enciclopédicos de una enciclopedia, siguiendo para ello un determinado estilo enciclopédico. Además también hay diferentes personas que ayudan a que dicho artículo se dé a conocer, como el que lo escribió, en un proceso del que forman parte muchos colaboradores del medio. Hacer un artículo no es fácil.